# Tảo mơ
Tảo mơ, hay còn gọi là rong mơ (Sargassum) là một chi rong biển trôi nổi thuộc họ Sargassaceae. Chi này có nhiều loài. Thân có phiến dẹt như lá và bộ phận tròn như trái phao. Loại tảo này thường đơn tính, giao tử cái rất to. Tảo mơ chịu được sóng gió. Rất nhiều loài thuộc chi này khó xác định. Cây và lá có màu nâu hoặc xanh đậm, chiều dài vài mét. Một số loài thuộc chi này được dùng làm thực phẩm do tính thanh nhiệt, hoặc dùng để làm thuốc. Tảo mơ thường mọc dưới nước ở những vùng ven biển nhiệt đới. Ngoài sinh sản sinh dưỡng ra, loài này còn sinh sản hữu tính (là sự kết hợp giữa tinh trùng và noãn cầu).

## Hình ảnh

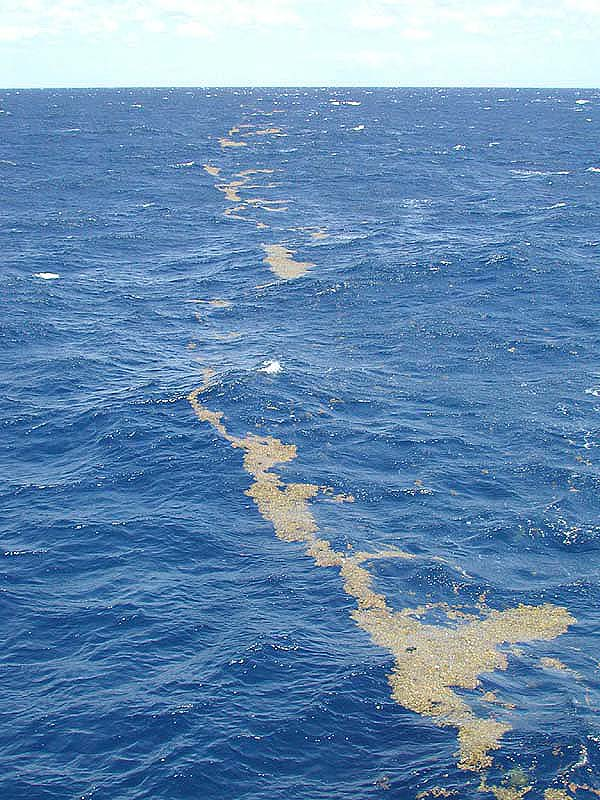
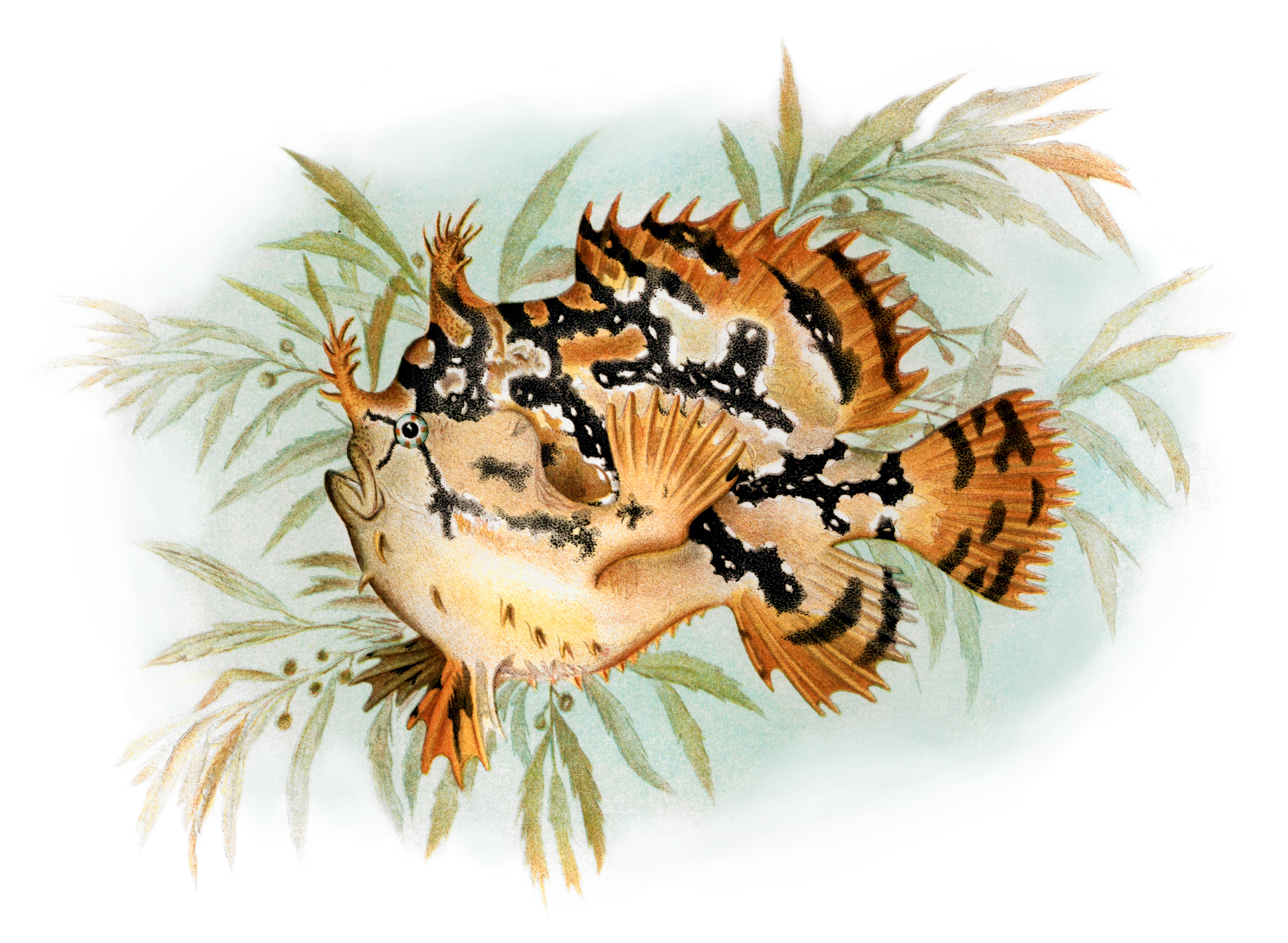
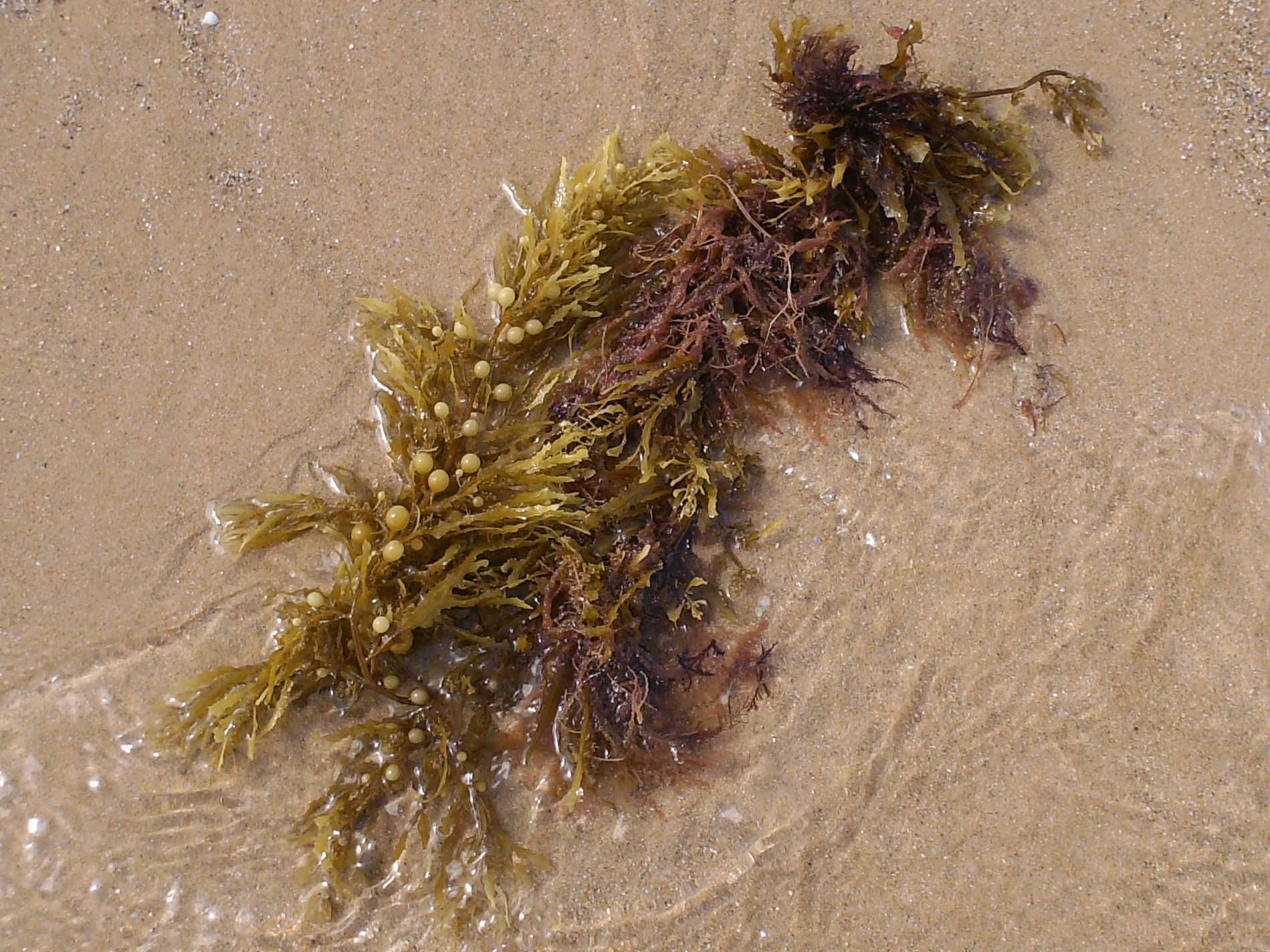
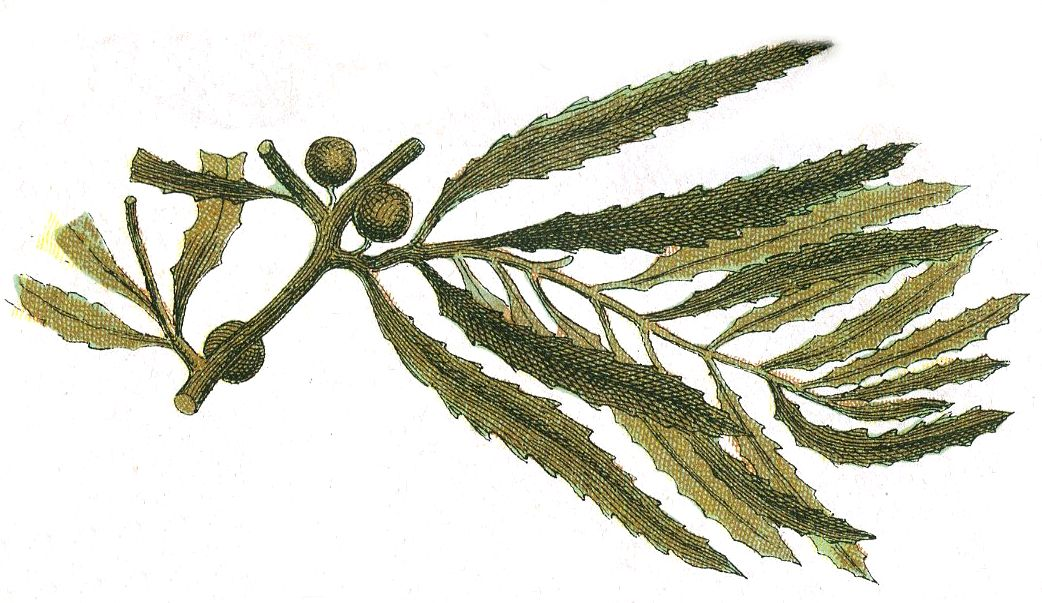